# 린신루
린신루(중국어: 林心如, 병음: Lín Xīnrú, 한자음: 임심여, 영어: Ruby Lin 루비 린[*], 1976년 1월 27일 ~ )는 중화민국의 배우, 가수, 텔레비전 프로듀서이다.

## 생애
중화민국 타이베이시 태생으로 고등학교 재학 중 CF 모델로 발탁되어 정식 데뷔하였다. 1997년 드라마 《황제의 딸》에서 처음 주연을 맡으며 이름을 알리고 그 후 중화권 전체로 활동무대를 넓혀 여러 영화, 드라마에 연이어 출연하였다. 타이완 출신 여성 배우중 중국 대륙시장에서 가장 성공한 케이스로 손꼽히며 특히 TV 드라마 부분에서 강세를 보여 여러 중화권 언론매체에 의해 电视剧女王(드라마여왕), 广告女王(광고여왕)으로 불린다. 2005년에는 중국의 중학교과서인《新理念英语 신이념영어》에 NBA스타 야오밍, 유덕화와 더불어 현대 대중문화를 대표하는 인물로 이름을 올렸다.
1999년 첫 싱글앨범을 출시한 후 신인가수상을 수상하며 가수로서의 활동을 시작하였고 이후 자신이 출연한 영화, TV드라마의 주제곡 OST에 활발히 참여하여 지속적으로 가수와 배우를 겸업하는 스타로 꼽히고 있다.
2010년 초, 회사로부터 독립, 베이징에 개인소속사를 설립하여 대표로도 활동중이며 매니지먼트는 물론 드라마 및 영화 제작자로서 겸업을 시작하였다.

## 특이사항
1. 2004년, 중국문화축제조직위원회와 재단법인 한국사격진흥회로부터 중국문화홍보대사로 위촉되어 '중국문화축제' 개막식 참석을 위해 방한하였다.
2. 2009년, 서울시 홍보대사로 위촉되어 5월 6일, 서울시청에서 위촉패를 수여받았으며 하이 서울 페스티벌(Hi Seoul Festival)의 행사에 참석하였다. 이후, 중화권에서 서울을 홍보하는 다양한 활동에 참여할 예정이다.
3. 2010년, 제5회 서울드라마어워즈에서 네티즌이 선정한 중국최고인기배우로 선정, 수상자 자격으로 공식 초청되어 방한하였다.
4. 중화권 매체에 한국을 적극적으로 소개해온 공로를 인정받아 서울특별시 주최 '2010 서울국제관광대전(Seoul International Travel Fair 2010)'에서 서울관광에 기여한 외국유명관광인상을 수상하였다.

## 출연작품

### 텔레비전 드라마
| 연도   | 한국제목                 | 중국어제목         | 영어제목                             | 역할                | 기타사항      |
| ------ | ------------------------ | ------------------ | ------------------------------------ | ------------------- | ------------- |
| 2021년 | 화등초상                 | 華燈初上           | Light The Night                      | 라우농 역           | 제작자로 참여 |
| 2021년 | 퇴사는 선택, 창업은 필수 | 她們創業的那些鳥事 | The arc of Life                      | 공야소조 역         | 제작자로 참여 |
| 2020년 | 희생자 게임              | 誰是被害者         | The Victims' Game                    | 이아균 역           | 특별출연      |
| 2018년 | 아적남해                 | 我的男孩           | My Dear Boy                          | 나소비 역           | 제작자로 참여 |
| 2016년 | 수려강산지장가행         | 秀麗江山之長歌行   | Singing All Along                    | 음려화 역           | 제작자로 참여 |
| 2016년 | 기묘적시광지려           | 奇妙的时光之旅     | Magical Space-time                   | 사가흔 역           |               |
| 2014년 | 독가피로                 | 独家披露           | Monopoly Exposure                    | 방단 역             |               |
| 2014년 | 16개하천                 | 16個夏天           | The Way We Were                      | 당가니 역           | 제작자로 참여 |
| 2014년 | 소년신탐적인걸           | 少年神探狄仁傑     | Young Sherlock                       | 측천무후 역         |               |
| 2013년 | 화비화무비무             | 花非花霧非霧       | Flowers in Fog                       | 안기, 설화 역       |               |
| 2013년 | 정충악비                 | 精忠岳飛           | The Patriot Yue Fei                  | 이효아 역           |               |
| 2012년 | 저저립정향전주           | 姐姐立正向前走     | Drama Go Go Go                       | 왕명명 역           | 제작자로 참여 |
| 2012년 | 소동파                   | 蘇東坡             | Su Dongpo                            | 왕불 역             | 특별출연      |
| 2011년 | 경세황비                 | 傾世皇妃           | The Glamorous Imperial Concubine     | 마복아 역           | 제작자로 참여 |
| 2011년 | 신환주격격               | 新还珠格格         | New Returning Princess Pearl         | 하우하 역           | 특별출연      |
| 2010년 | 삼국                     | 三國               | The Three Kingdoms                   | 손상향 역           |               |
| 2010년 | 미인심계                 | 美人心計           | Tactics of beauty                    | 두의방 역           |               |
| 2009년 | 애재일월담               | 愛在日月潭         | Love in Sun Moon Lake                | 안안 역             |               |
| 2009년 | 봉신방지무왕벌주         | 封神榜之武王伐纣   | Feng Shen Bang 2                     | 달기 역             |               |
| 2009년 | 대리공주                 | 大里公主           | Dali Princess                        | 단애월 역           |               |
| 2009년 | 대사당                   | 大詞堂             | Ancestral Temple                     | 정수운 역           |               |
| 2006년 | 성광대도                 | 星光大道           | Star Boulevard                       | 미로 역             |               |
| 2006년 | 지하철                   | 地下鐵             | Sound of Colors                      | 부정정 역           |               |
| 2006년 | 파리연가                 | 巴黎戀歌           | Paris's Sonata                       | 우만지 역           |               |
| 2005년 | 마술기연                 | 魔術奇緣           | Magic Touch of Fate                  | 임효매 역           |               |
| 2004년 | 자등련                   | 紫藤戀             | Amor de tarapaca                     | 려역교 역           |               |
| 2003년 | 비도우견비도             | 飛刀又見飛刀       | Flying daggers                       | 설채월 역           |               |
| 2003년 | 남재여모                 | 男才女貌           | Boy and Girl                         | 소라 역             |               |
| 2002년 | 비니불가                 | 非你不可           | Only You                             | 사가역 역           |               |
| 2002년 | 오룡틈정관               | 烏龍闖情關         | Wulong Prince                        | 왕옹수 역           |               |
| 2002년 | 반생연                   | 半生緣             | Half Life Fate                       | 고만정 역           |               |
| 2002년 | 소년장삼풍               | 少年張三豐         | Taiji Prodigy                        | 빙심 역             | 대만판에 출연 |
| 2001년 | 정심심우몽몽             | 情深深雨矇矇       | Romance in the Rain                  | 육여평 역           |               |
| 2001년 | 신초류향                 | 新楚留香           | The New Adventures of Chor Lau-heung | 사공성아 역         |               |
| 2000년 | 취권소걸아               | 醉拳蘇乞兒         | The Legend of Master Soh             | 홍기련 역           |               |
| 2000년 | 소보여강희(녹정기)       | 小寶與康熙         | Duke of Mount Deer                   | 건녕공주 역         |               |
| 1999년 | 식신                     | 食神               | Food Glorious Food                   | 산산 역             |               |
| 1999년 | 환주격격2                | 還珠格格2          | Returning Princess Pearl 2           | 하자미(명주공주) 역 |               |
| 1998년 | 신주                     | 廚神               | Magic Chef                           | 홍랑 역             |               |
| 1998년 | 환주격격1                | 還珠格格1          | Returning Princess Pearl 1           | 하자미(명주공주) 역 |               |
| 1997년 | 상해탐과                 | 上海探戈           | Shanghai Tango                       | 의풍로 역           |               |

### 영화
| 연도   | 한국제목           | 중국어제목         | 영어제목                      | 역할              | 기타사항      |
| ------ | ------------------ | ------------------ | ----------------------------- | ----------------- | ------------- |
| 2021년 | 미스앤디           | 迷失安狄           | Miss Andy                     | 소피아 역         | 제작자로 참여 |
| 2017년 | 용의자X적 헌신     | 嫌疑人X的献身      | The Devotion of Suspect X     | 진청 역           |               |
| 2016년 | 마륜               | 魔轮               | The Precipice Game            | 류신신 역         |               |
| 2016년 | 마궁매영: 유령극장 | 魔宫魅影           | Phantom of the Theatre        | 맹사범 역         |               |
| 2015년 | 대희림문           | 大囍臨門           | The Wonderful Wedding         | 이숙분 역         |               |
| 2014년 | 첨밀살기           | 甜蜜殺機           | Sweet Alibis                  |                   | 카메오 출연   |
| 2014년 | 경성81호           | 京城81號           | The House That Never Dies     | 육접옥, 허약경 역 |               |
| 2013년 | 경성               | 傾城               | Fallen City                   | 진초웅 역         |               |
| 2013년 | 루                 | 樓                 | The Roof                      | 하입동 역         |               |
| 2013년 | 비상행운           | 非常幸運           | My Lucky Star                 | 루시 역           |               |
| 2012년 | 수화혜             | 繡花鞋             | Blood Stained Shoes           | 소이 역           |               |
| 2011년 | 활해니단신         | 活該你單身         | You deserved to be single     | 비아 역           |               |
| 2011년 | 무인가사           | 無人駕駛           | Driverless                    | 왕단 역           |               |
| 2009년 | 야매괴             | 夜玫瑰             | Evening Rose                  | 엽매계 역         |               |
| 2009년 | 소피의 연애매뉴얼  | 非常完美           | Sophie's Revenge              | 루시 역           |               |
| 2005년 | 일석이조           | 一石二鳥           | Kill Two Birds with One Stone | 형형 역           |               |
| 2004년 | 아애천상인간       | 我爱天上人間       | Love Trilogy                  | 류해 역           |               |
| 2002년 | 생사속체           | 生死速遞           | Life Express                  | 손흔흔 역         |               |
| 2001년 | 용아               | 龍兒               | Dragon's Love                 | 용아 역           |               |
| 2001년 | 쌍면정인           | 雙面情人           | Never Been To Me              | 소정, 소동 역     |               |
| 2001년 | 만화풍운           | 漫画風雲           | Comic King                    | 아몽, 초칠 역     |               |
| 2000년 | 신도국구성         | 新堵國仇城         | A Matter of Time              | 매가혜 역         |               |
| 2000년 | 대영가             | 大贏家             | Winner Takes All              | 문정 역           |               |
| 2000년 | 뇌정전경           | 雷霆戰警           | China Strike Force            | 루비 역           |               |
| 1999년 | 괴담지마경         | 怪谈之魔镜         | The Mirror                    | 쥬디 역           |               |
| 1999년 | 심원               | 心願               | My Wishes                     | 모매 역           |               |
| 1998년 | 악녀열전지판등황후 | 惡女列傳之板凳皇后 | Bad Girl Trilogy              | 소문 역           |               |
| 1995년 | 교원감사대         | 校園敢死隊         | School Days                   | 공주 역           |               |

### 연극
- 《첨밀밀》2010년 5월부터 중국 전역 순회상영

### TV영화
- 《아적마마》(我的媽媽, Mother Mother)
- 《유망》(遺忘, Forgotten)

## 음반

### 정규 앨범
- 《新如主義 (신여주의)》
- 《雙面林心如 (쌍면린신루)》

### 싱글
- 《Hearing (심도)》- EP 앨범

### 기타 앨범
- 《擁有 (옹유)》- 스페셜 앨범
- 《半生緣(반생연OST)》
- 《趴啦趴拿 (파라파라)》- 리패키지 앨범
- sg:《홍사대》《아문유애》《최호적선물》등

## 수상
- 2018년 중국 화정장 영화시상식 여우주연상
- 2016년 중국 화정장 중국드라마 최고여성배우상
- 2015년 제7회 국극성전 최고구매력여성배우상
- 2015년 Dragon TV 중국연예영향력시상식 드라마제작자상
- 2014년 차이나 TV어워드 홍콩/대만지역 우수배우상
- 2012년 Jeanwest 연예대상 드라마부분 최고여성배우상
- 2012년 제4회 국극성전 최고호소력여성배우상
- 2012년 아시아 아이돌 어워드 최고제작자상
- 2011년 중국 YOUKU 어워드 최고제작자상
- 2011년 중국 YOUKU 어워드 최고인기여성배우상
- 2011년 중국 화정장 영화시상식 여우조연상
- 2010년 중국 안후이 국극성전 올해의 드라마배우상
- 2010년 서울국제관광대전 최우수 서울관광연예인(국외)
- 2010년 제5회 서울드라마어워즈 중국최고인기배우
- 2009년 중국국제온라인 CRI 홍콩/대만 최고인기배우
- 2009년 중국전시광고시상식 최고광고모델상
- 2009년 뉴엔터테인먼트 시상식 최고의 자선스타상
- 2008년 제12회 M-Zone 뮤직어워드 올해의 엔터테이너상, 골든멜로디상
- 2007년 07 차이나패션어워드 공익공헌장
- 2007년 중국 BQ 홍인방 최고인기여성배우
- 2006년 TOM 중국연예계시상식 최고인기여성배우상
- 2006년 QQ 성광대전 시상식 풍격여성배우상
- 2006년 차이나 MTV 어워즈 최고 드라마 여성배우상
- 2006년 제2회 차이나드라마어워즈 최고인기여성배우상
- 2004년 동남경폭음악제 최고드라마주제가상
- 2004년 홍콩 Watson 뷰티어워즈 최고미인선정
- 2003년 북경전시주간 년도우상공평장 드라마배우상
- 2003년 대양망오락 10대 영시여자스타 2위
- 2003년 CCTV 년도결산 10대여성배우 (유일한 대만출신배우)
- 2002년 CETV 아시아 10대스타 선정
- 2001년 CETV 아시아 10대스타 선정
- 2001년 MTV뮤직어워즈 최고뮤직비디오상
- 2000년 Udnstars 밀레니엄 뉴스타 1위
- 2000년 홍콩라디오시상식 최고가수신인상 동상
- 1999년 십대오락신문 최고신인배우
- 1999년 중문금곡 신인가수상
- 1999년 홍콩 신성경폭 신인가수상
- 1999년 무선 경가금곡 신인가수상